# ラグビーケニア代表
ラグビーケニア代表（英語: Kenya national rugby union team）は、ケニアラグビー協会によるラグビーユニオンのナショナルチームである。愛称は「シンバズ (Simbas)」。

## 歴史
2011年、アフリカカップ初優勝。
その後、2018年アフリカカップでは2位に入り2019年W杯最終予選行きが決まる。なお最終予選では4位に終わりW杯出場はならなかった。2022年もアフリカカップで2位に入り2023年W杯最終予選に進んだが、またも4位に終わり本大会出場はならなかった。

## ワールドカップの成績
- 1987年 - 不参加
- 1991年 - 予選敗退
- 1995年 - 予選敗退
- 1999年 - 予選敗退
- 2003年 - 予選敗退
- 2007年 - 予選敗退
- 2011年 - 予選敗退
- 2015年 - 予選敗退
- 2019年 - 予選敗退
- 2023年 - 予選敗退